# Dãy núi Hải Ngạn

Vị trí dãy Hải Ngạn

Dãy núi Hải Ngạn (giản thể: 海岸山脉; phồn thể: 海岸山脈; bính âm: hǎiàn shānmài), là một dãy núi nằm ở vùng ven biển phía đông của đảo Đài Loan và chạy qua ranh giới giữa hai huyện Hoa Liên và Đài Đông. Khác với phần phía tây của đảo, dãy núi là một phần của Phiến lục địa di động Philippines thay vì phiến Dương Tử.
Thung lũng Hoa Đông, một phần của sự va chạm giữa hai phiến, nằm ở phía tây của dãy núi. Đỉnh cao nhất của dãy núi Hải Ngạn là Tân Cảng Sơn (新港山), với chiều cao 1.682 m (5.518 ft). Có một số bồn địa nhỏ ở khu vực quanh dãy núi, lớn nhất trong đó là bồn địa Thái Nguyên

## Danh sách đỉnh núi
1. Chí La Sơn (織羅山]]（1.152 mét）
2. Ma Nhữ Lan Sơn (麻汝蘭山]]（1.280 mét）
3. Tam Gian Ốc Sơn (三間屋山]]（1.334 mét）
4. Bắc Hoa Đông Sơn (北花東山]]（1.242 mét）
5. Hoa Đông Sơn (花東山]]（1.135 mét）
6. Ô Mạo Tử Sơn (烏帽子山]]（1.012 mét）
7. Yên Thông Việt Sơn (安通越山]]（1.085 mét）
8. Đại Trang Việt Sơn (大庄越山]]（1.010 mét）
9. Thành Quảng Áo Sơn (成廣澳山)（1.597 mét）
10. Phân Thủy Lôn Sơn (分水崙山)（1.441 mét）
11. Bạch Thủ Liên Sơn (白守蓮山)（1.561 mét）
12. Tân Cảng Sơn (新港山)（1.682 mét）
13. Kỳ Lân Sơn (麒麟山)（1.544 mét）
14. Gia Bình Sơn (嘉平山)（1.016 mét）
15. Phú Hưng Sơn (富興山)（1.023 mét）
16. Đỉnh Lý Đông(里東峰)（1.010 mét）
17. Đô Lan Sơn (都蘭山)（1.190 mét）

## Hình ảnh

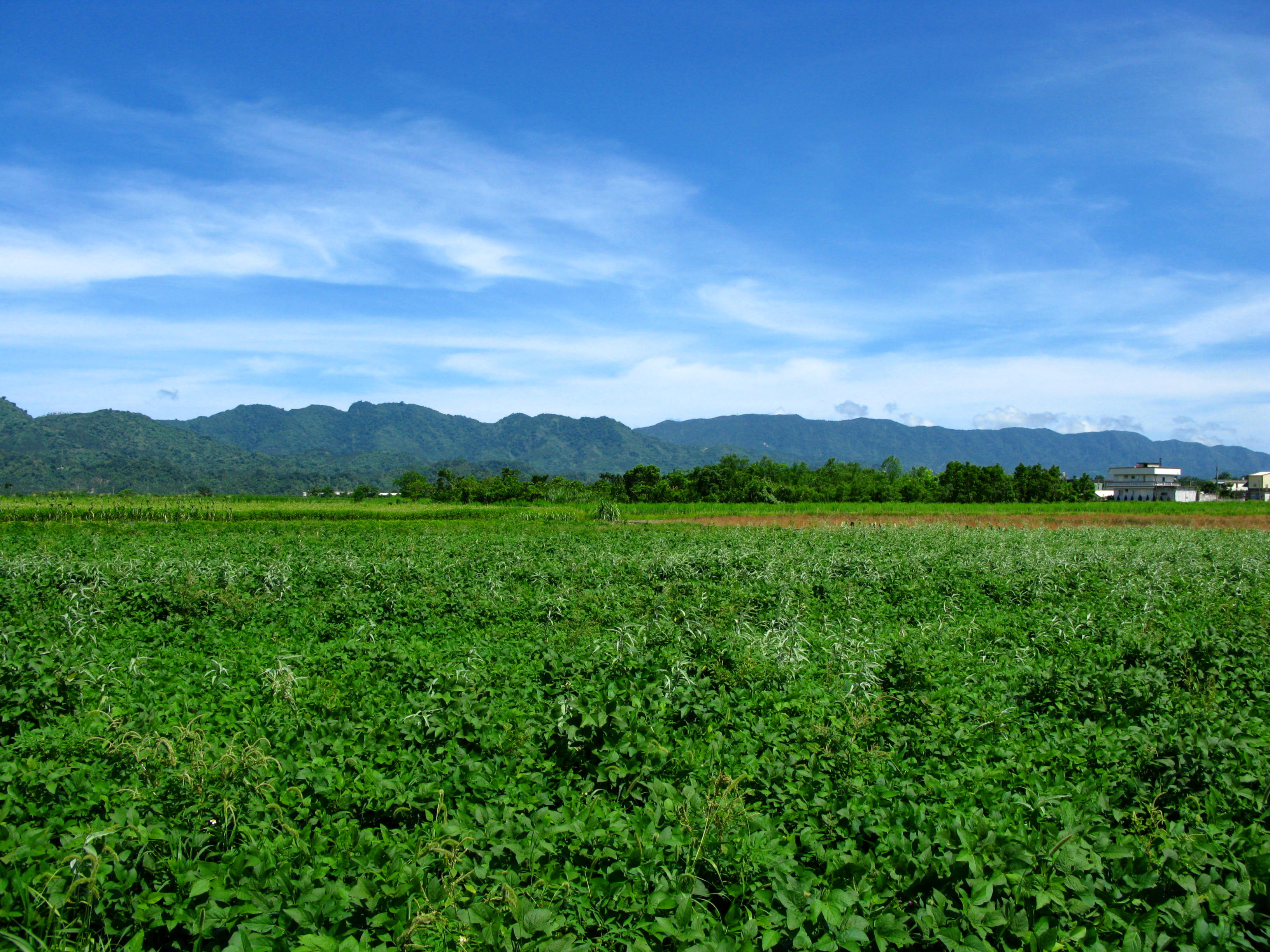
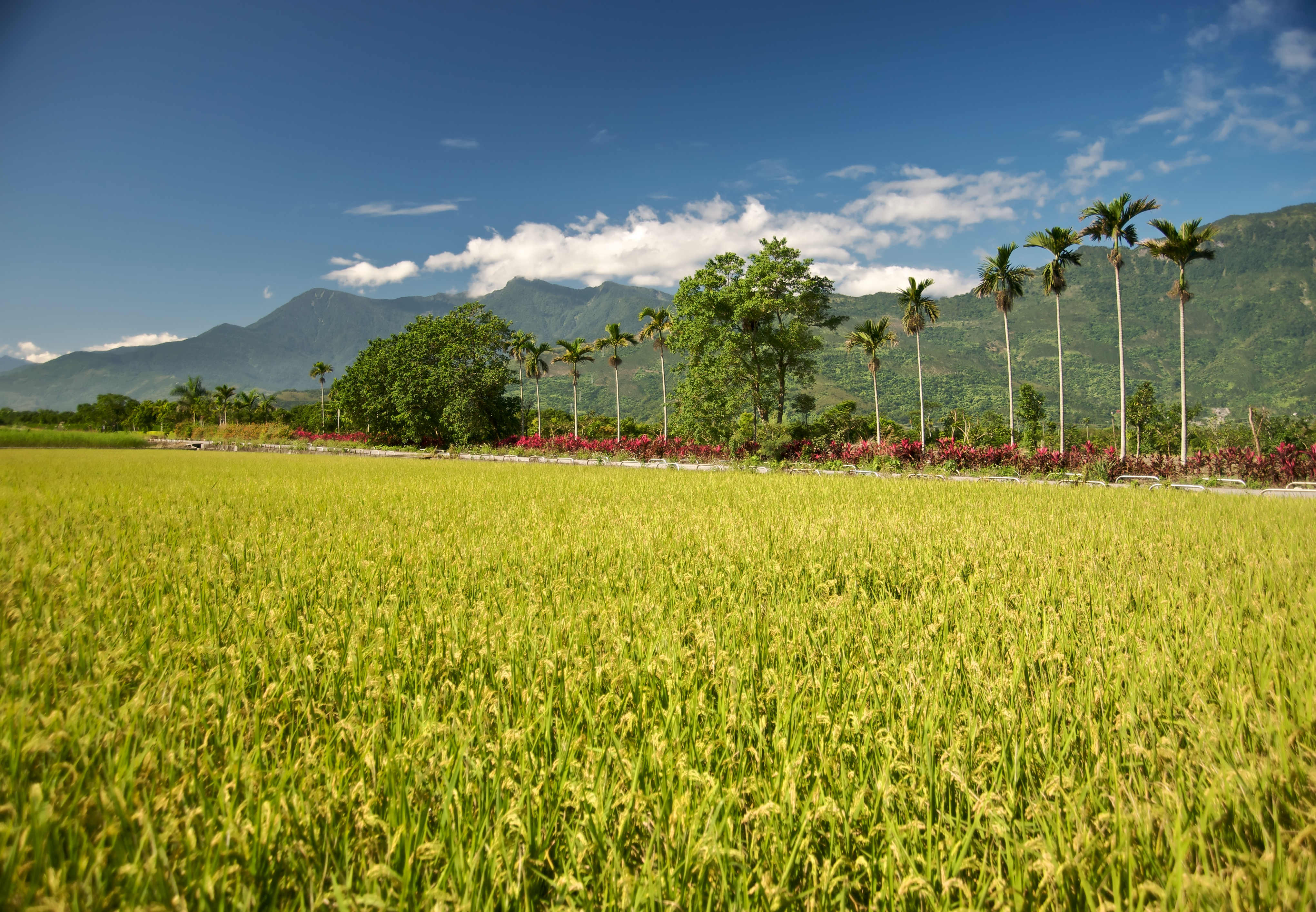
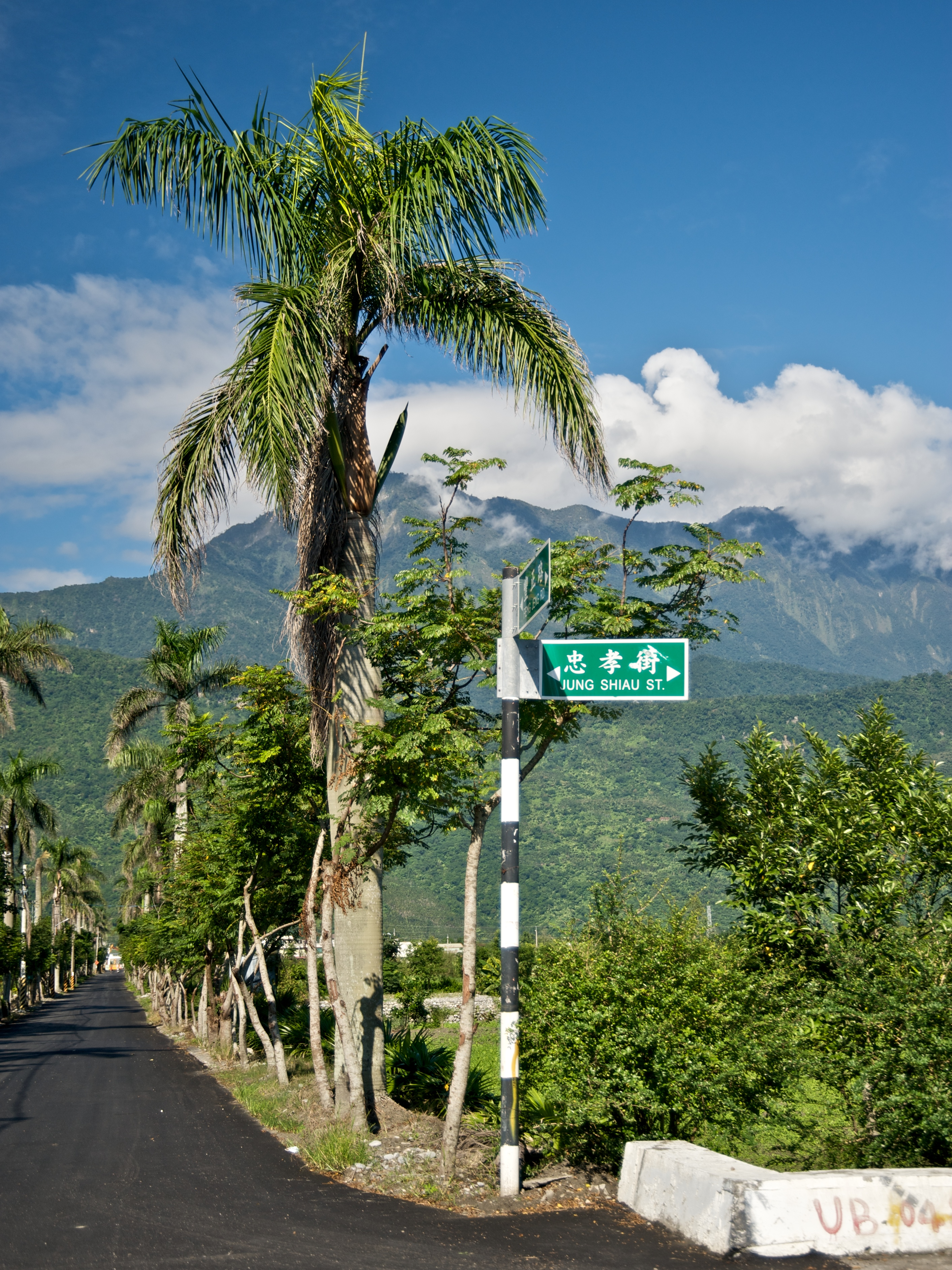
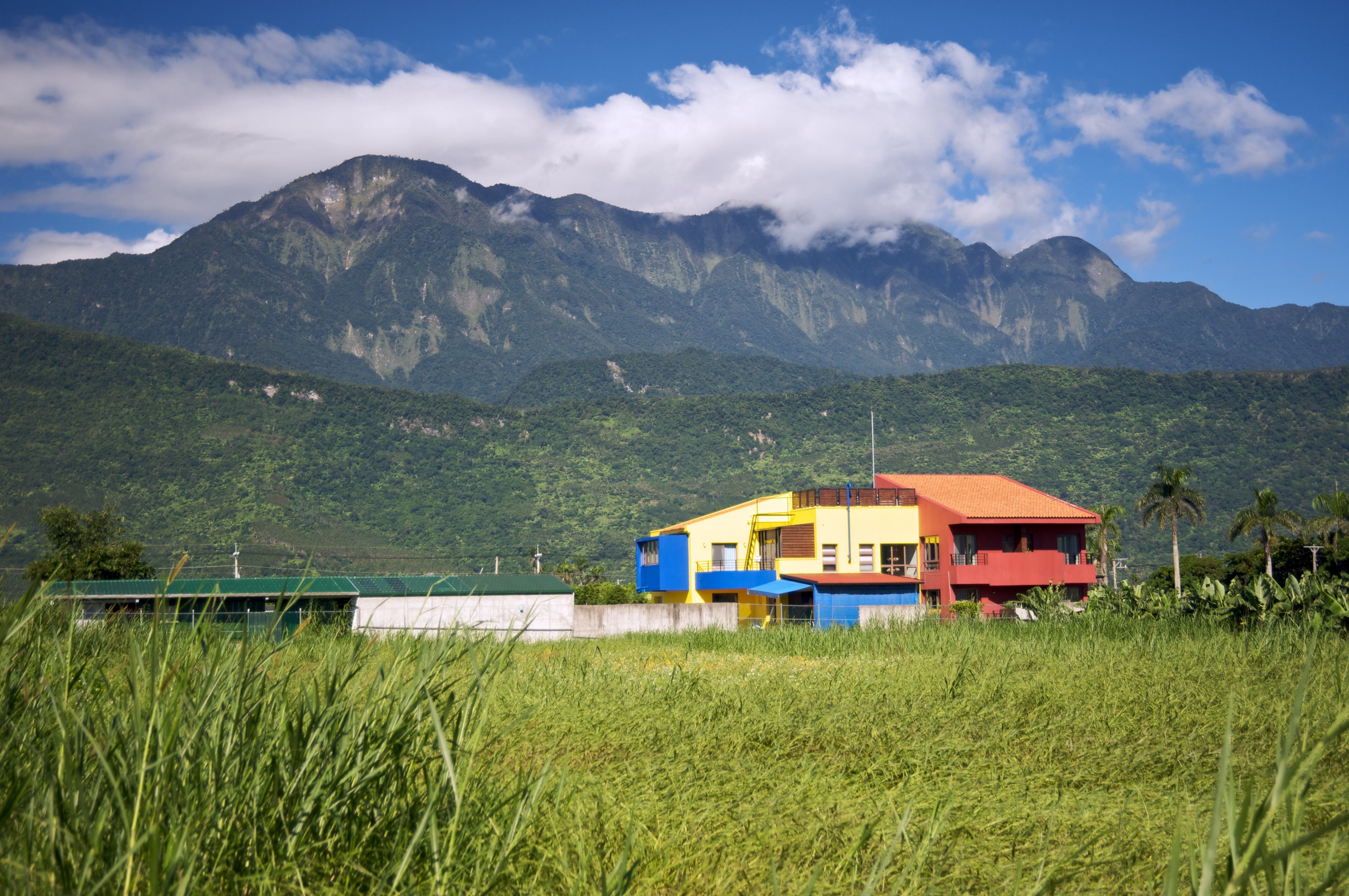
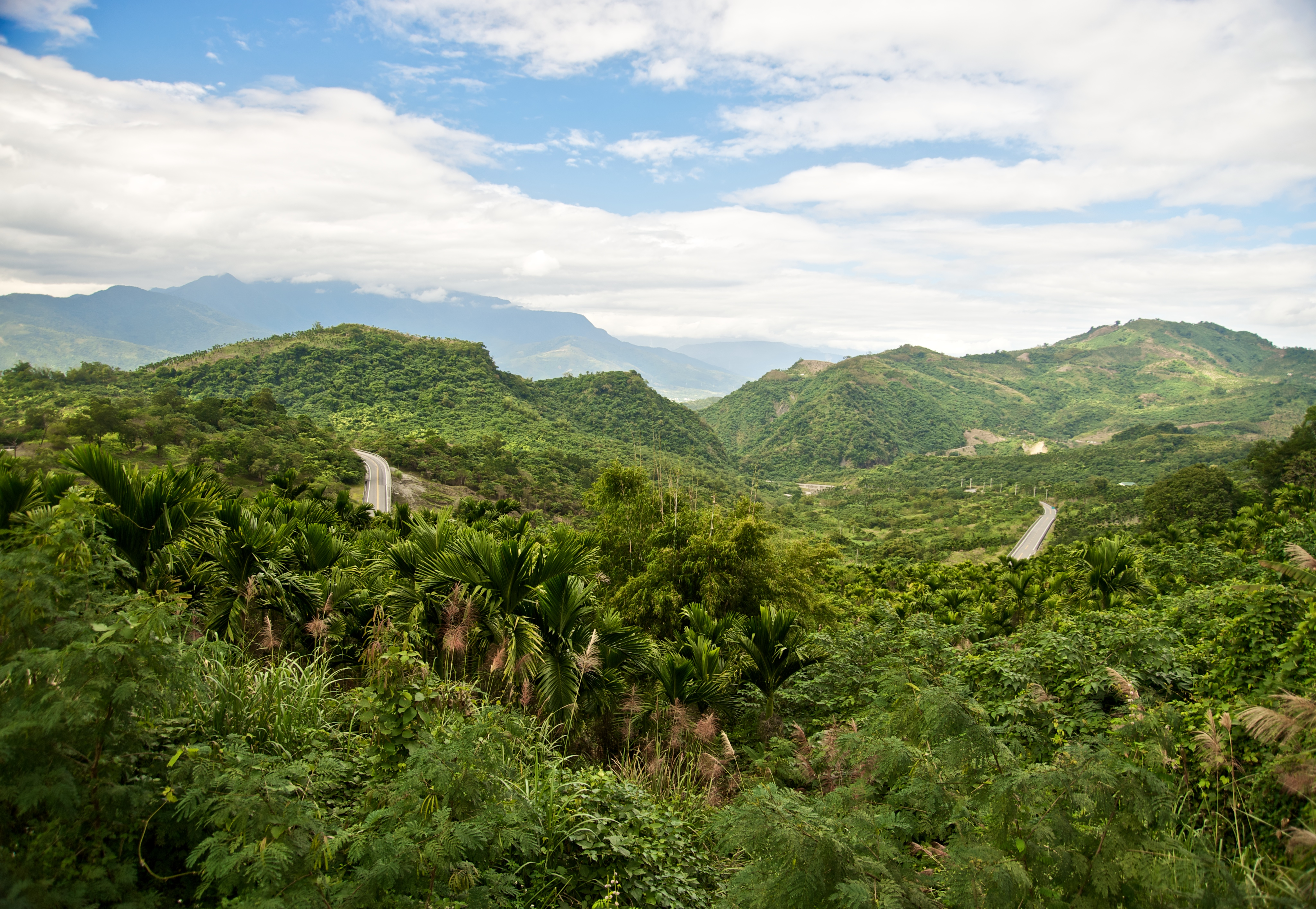
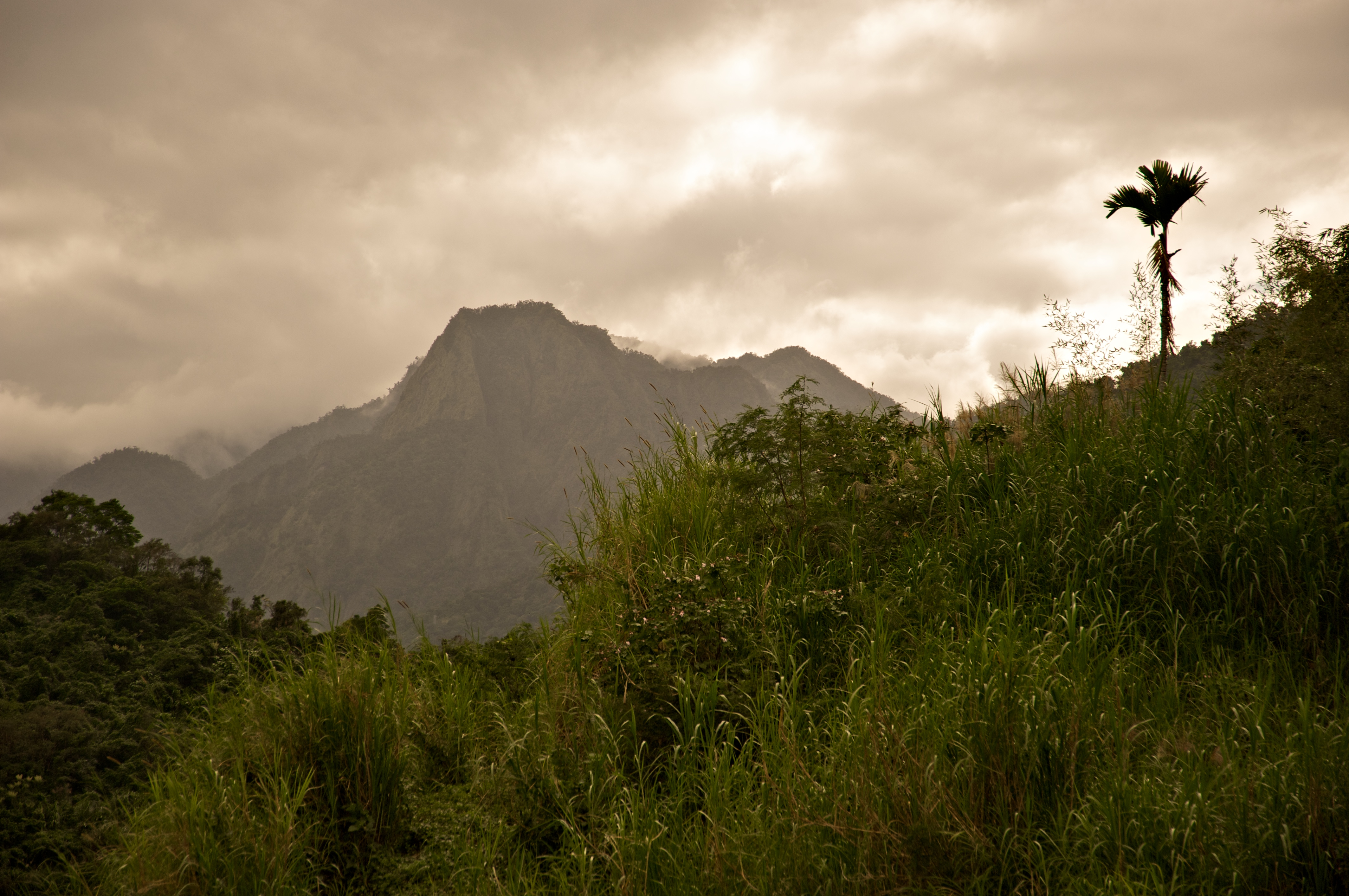